# Estoy aquí
Singles de Shakira
Tú serás la historia de mi vida
(1993) ¿Dónde Estás Corazón?
(1995)
Estoy Aquí (en français : "Je suis là") est une chanson de Shakira, le single étant tiré de son troisième  album studio Pies descalzos. Il est commercialisé en 1996 par Sony Music et Columbia Records en tant que premier single de l'album. La chanson a été écrite et produite par Shakira et Luis Fernando Ochoa. Estoy Aquí est une chanson pop latino qui parle avec lyrisme de la volonté de corriger une relation amoureuse qui a échoué.
C'est son premier succès mondial pour un single[réf. nécessaire]. En effet, lors de sa sortie, Estoy Aquí est généralement reçu favorablement par les critiques musicaux qui ont considéré ce morceau comme étant le titre phare de Pies Descalzos. Selon les classements établis par le magazine américain Billboard, la chanson atteint les places de no 1 et de no 2, respectivement dans les catégories Latin Pop Songs et Latin Songs. Cette performance commerciale permet à l'album Pies descalzos dont Estoy Aquí  est extrait de voir ses ventes exploser, lui permettant finalement d’obtenir les certifications de platine au Brésil, en Colombie et aux États-Unis. Le clip vidéo de la chanson  montre Shakira avec sa guitare.
C'est la chanson emblématique de Shakira en Amérique latine et, au Brésil, sa plus populaire[source secondaire souhaitée], restant plusieurs semaines en tête des classements. Une traduction en portugais, intitulée "Estou Aqui", figure sur le premier album de chansons remixées de Shakira, The Remixes, sorti en 1997. Un extrait inconnu en version anglaise est apparu sur Internet en avril 2011 et la version complète nommée I'm Here est sortie à la fin de ce même mois, faisant près de quatre minutes. Par ailleurs, Shakira interprète cette chanson lors de six des sept tournées qu’elle a réalisées jusqu’en 2015.

## Réception
Lors de sa sortie, Estoy Aquí a généralement été reçu favorablement par les critiques musicaux qui ont considéré ce morceau comme étant le titre phare de Pies Descalzos.
Estoy Aquí est devenu le premier enregistrement de Shakira à  atteindre le succès commercial. Selon les classements établis par le magazine américain Billboard, la chanson atteint les 1re et 2e place, respectivement dans les catégories Latin Pop Songs et Latin Songs. Cette performance commerciale permet à l'album Pies Descalzos dont Estoy Aquí  est extrait d'être un succès commercial et d'obtenir les certifications de platine au Brésil et aux États-Unis.

## Clips
Deux clips différents ont été faits pour la chanson. Un a été réalisé par Simon Brand, et est sorti dans les pays d'Amérique latine. Cette vidéo montre Shakira dans une ferme, jouant de la guitare, assise sur une chaise chantant en hiver. En 1996, le clip reçoit le prix « Vidéo de l'année » par l'Asociación Colombiana de Periodistas del Espectáculo (ACPE) lors d'une cérémonie qui se déroule au palais des sports de Bogota.
L'autre clip a été réalisé par Christophe Gstalder et est sorti dans les pays européens. Cette vidéo montre notamment Shakira marcher à l'intérieur d'une maison (sans doute la sienne), chantant notamment assise sur un canapé. Certaines scènes de cette version montrent des objets, comme une guitare, une gravure. Cette vidéo utilise la version remasterisée de la chanson. Il y a plus d'instruments et de chœurs que dans la version originale de l'album.

## Lives
Shakira interprète Estoy Aquí lors de six de ses sept tournées de concerts qu’elle a effectuées jusqu’en 2015. Elle a ainsi joué ce morceau à Mexico au cours de sa tournée Pies Descalzos, qui a duré de 1996 à 1997.
En août 1999, Shakira chante Estoy Aquí lors d’un épisode de MTV Unplugged à New York.

## Liste des titres
CD single
1. "Estoy aquí"
2. "Te espero sentada"

Remix EP
1. "Estoy aquí" (The Love & House Mix)
2. "Estoy aquí" (The Love & House Radio Edit)
3. "Estoy aquí" (Extended Club Mix)
4. "Estoy aquí" (The Radio Edit)
5. "Estoy aquí" (Meme's Timbalero Dub)
6. "Estoy aquí" (The Love & Tears Mix)